# Ces Cru
Ces Cru est un groupe de hip-hop américain, originaire de Kansas City, dans le Missouri. En activité depuis 2004, il est, depuis 2012, signé sur le label indépendant Strange Music. Le duo se compose actuellement des membres Donnie « Godemis » King et de Mike « Ubiquitous » Viglione, sans compter les quelques membres non officiels ayant participé au groupe. Ces Cru publie son premier album Capture Enemy Soldiers en 2004, puis Cesphiles, Vol. 1 Codename:irongiant en 2008) et The Playground en 2009. En 2012, le duo signe au label de Tech N9ne, Strange Music, et publie l'EP 13 en 2012, l'album Constant Energy Struggles en 2013, et l'album Codename: Ego Stripper en 2014. Leur dernier album, Catastrophic Event Specialists, sort en février 2017.

## Biographie
Ces Cru dénombre quelques membres avant de former un trio composé de Ubiquitous, Godemis et de Sorceress au début des années 2000. En 2004, le groupe publie son premier album, Capture Enemy Soldiers. Mais en faisant la promotion du projet, Sorceress souhaitait renvoyer leur futur manager . Ubiquitous et Godemis désapprouvent l'idée, et Sorceress quittent le groupe. Ils deviennent un duo en 2009 et publient The Playground, un album qu'ils livrent en mains propres au dirigeant du label Strange Music, Tech N9ne, alors qu'il assistait à un spectacle du groupe avec Devin the Dude à Kansas City. Tech les signe à Strange Music en janvier 2012, et font paraître huit mois plus tard leur premier album chez Strange Music, l'EP intitulé 13 EP le 18 août 2012,. Le 26 mars 2013, le duo publie son quatrième album Constant Energy Struggles,, qui débute 98e du classement Billboard 200,. Le 5 août 2014, ils publient leur cinquième album Codename: Ego Stripper qui débute 40e du Billboard 200,.

## Discographie

### Albums studio
- 2004 : Capture Enemy Soldiers
- 2009 : The Playground
- 2013 : Constant Energy Struggles

### EP
- 2012 : 13

### Mixtape
- 2008 : Cesphiles Vol. 1 Codename: Iron Giant